# Hikaru Miyoshi
Hikaru Miyoshi (japanisch 三好 輝 Miyoshi Hikaru) ist eine japanische Mangaka und Charakterdesignerin. 

## Werdegang und Werk
Miyoshis Debütwerk war Ultimate Dolls von 2009, das jedoch nach einem Kapitel vom Verlag Square Enix wieder beendet wurde. Ab 2012 schuf sie dann zusammen mit Autor Gen Urobuchi die Serie Inspector Akane Tsunemori, eine Adaption der Animeserie Psycho-Pass. Der Cyberpunk-Krimi spielt in einer nahen Zukunft, in der die Psyche eines Menschen technisch durchleuchtet werden kann, und folgt einem Ermittlerteam. Seit 2016 erscheint die Serie Moriarty the Patriot, die Miyoshi zusammen mit Autor Ryosuke Takeuchi erschafft. Die Serie ist angelehnt an die Geschichten von Sherlock Holmes und dessen Gegenspieler Professor Moriarty und interpretiert deren Beziehung in einem alternativen London neu. Die Bände verkauften sich in Japan bis zu 80.000 Mal. Die Serie wurde 2020 als Anime verfilmt und erhielt einen Ableger als Light Novel sowie 2023 einen als Manga, die beide ebenfalls von Miyoshi illustriert beziehungsweise gezeichnet wurden. Auf Deutsch erschien als erstes Werk Miyoshis ab 2017 Inspector Akane Tsunemori beim Verlag Kazé Manga, ab 2018 folgte Moriarty the Patriot bei Carlsen Manga.
Als Charakterdesignerin war Miyoshi an der Fernsehserie Argonavis from BanG Dream! von 2020 sowie den dazu erschienenen Filmen Gekijōban Argonavis: Ryūsei no Obligato von 2021 und Gekijō-ban Argonavis Axia von 2023 beteiligt.

## Bibliografie (Auswahl)
- Ultimate Dolls (アルティメットドールズ, 2009, abgebrochen)
- Inspector Akane Tsunemori (監視官 常守朱 Kanshikan Tsunemori Akane, 2012–2014, 6 Bände, Zeichnungen für Gen Urobuchi)
- Moriarty the Patriot (憂国のモリアーティ Yūkoku no Moriarty, seit 2016, 19 Bände, Zeichnungen für Ryosuke Takeuchi)
- Yūkoku no Moriarty (憂国のモリアーティ, 2018–2020, 3 Bände, Illustrationen für Yōsuke Saita)
- Moriarty the Patriot: The Remains (憂国の モリアーティ -The Remains- Yūkoku no Moriarty -The Remains-, 2023–2024, 3 Bände, Zeichnungen für Yosuke Saita)